# استافان یوتستام
استافان یوتستام (سوئدی: Staffan Götestam؛ زادهٔ ۲۰ مهٔ ۱۹۵۲) یک هنرپیشه اهل سوئد است.
از فیلم‌ها یا برنامه‌های تلویزیونی که وی در آن نقش داشته‌است می‌توان به برادران شیردل اشاره کرد.